# Choi In-young
Dans ce nom coréen, le nom de famille, Choi, précède le nom personnel.
Choi In-young (coréen : 최인영) (né le 5 mars 1962 en Corée du Sud) est un footballeur international sud-coréen, qui évoluait au poste de gardien de but, avant de devenir entraîneur.

## Biographie

### Carrière de joueur

#### Carrière en sélection
Avec l'équipe de Corée du Sud, il joue 48 matchs (pour aucun but inscrit) entre 1983 et 1994. 
Il figure notamment dans le groupe des sélectionnés lors des coupes du monde de 1990 et de 1994. Il joue trois matchs lors du mondial 1990 et à nouveau 3 lors du mondial 1994.
Il participe également à la coupe d'Asie des nations de 1984.